# Ira Gershwin
Ira Gershwin (Nueva York, 6 de diciembre de 1896-Beverly Hills, 17 de agosto de 1983) fue un destacado letrista de musicales de teatro estadounidense, que colaboró con su hermano menor ―el compositor George Gershwin― para crear algunas de las canciones más memorables del siglo XX.
Con George, escribió más de una docena de espectáculos de Broadway, con canciones como «I Got Rhythm», «Embraceable You», «The Man I Love» y «Someone to Watch Over Me», además de la ópera Porgy and Bess.
El éxito que obtuvo su hermano George, a menudo ha eclipsado el papel creativo que tuvo Ira. Juntos hicieron su última colaboración (Gerswhin moriría poco después de que se estrenara) en la película musical Shall We Dance (Ritmo loco) de 1937, protagonizada por Ginger Rogers y Fred Astaire. Algunas de las canciones de la película se convirtieron en un éxito inmediato, como el caso de «They can’t take that away from me (nominada al premio Óscar), «Let's call the whole thing off» o «They all laughed», que fueron versionadas por numerosos artistas tales como Ella Fitzgerald o Louis Armstrong. Sin embargo, la temprana muerte de su hermano George le afectó e Ira estuvo un tiempo retirado. Después continuó coescribiendo (en el apartado de la letra) canciones de éxito junto a compositores como Jerome Kern («Long ago [and far away]»), Kurt Weill y Harold Arlen.
En 1946 fue padrino de bautismo de Liza Minnelli.

## Comentarios
- El famoso compositor de Broadway Irving Berlin («Blanca Navidad») dijo que las últimas canciones que escribieron los Gershwin juntos, eran las mejores canciones que una persona podía haber escrito en un año. Y es frecuentemente destacado por los críticos, la etapa final de ambos juntos considerando 1937 como el "annus mirabilis" de los Gershwin, debido a las originales melodías de George y las imaginativas letras de Ira.
- La canción «Let's call the whole thing off» (Cancelémoslo todo) es introducida en la película original por Fred y Ginger en Central Park, seguida de un número musical con patines y también por Homer y Marge Simpson en el capítulo «Million Dollar Maybe» en la serie Los Simpson.
- La canción "The man I love" es interpretada por la actriz Valeria Golino en la película Hot Shots!
- La canción «The saga of Jenny» es una canción popular que fue famosa en los años cuarenta. Kurt Weill llevaba tiempo en Estados Unidos y todavía no había creado un gran éxito hasta el momento en el que compuso la canción. Es cantada en la película Lady in the dark (Una mujer en la penumbra, de 1944) por Ginger Rogers que lleva un fabuloso vestido rojo de lentejuelas rojas y doradas. Creado por la diseñadora Edith Head (ganadora de ocho óscares), fue en su momento el vestido más caro de 1944 de Hollywood. La canción fue definida por Gerswhin como «una especie de blues de burdel».
- La inspiración del título «They all laughed», según Ira, surgió leyendo un anuncio que ponía «They all laughed when I sat down to play the piano». En la letra se repite el «They all laugh at...» (se rieron de...) seguido de famosos personajes históricos («se rieron de Cristóbal Colón, cuando dijo que el mundo era redondo, y de Edison cuando grabó el sonido...»). Trata de dos enamorados, cuya relación es motivo de la risa de varios. El tono negativo de la letra al principio («The odds were a hundred to one against me»: ‘las supuestas estaban cien a uno en mi contra’) está en contraposición con el final, que acaba victoriosamente con ambos juntos: «Darling, let's take a bow, for Ho, ho, ho, Who's got the last laugh now?» (‘mi amor, saludemos al público porque, jajaja, ¿quién se ríe ahora?’). La canción tiene un mensaje esperanzador: destaca el triunfo final sobre las risas de los demás. Esto último lo ejemplifica a través de grandes figuras de la historia que en su momento pasaron esta situación (o al menos en la ficción de la canción) y que ahora gozan de reconocimiento.

## Canciones
- «They can't take that away from me»
- «Summertime»
- «The Saga of Jenny»
- «How Long has this been going on»
- «Let's call the whole thing off»
- «They all laughed»
- «(I've got) Beginners luck»
- «But Not for Me»
- «Funny Face»
- «Embraceable You»
- «I Can't Get Started»
- «I Got Rhythm»
- «The Man I Love»
- «Someone to Watch Over Me»
- «'S Wonderful»

## Premios y distinciones
Premios Óscar
| Año  | Categoría              | Canción                             | Película               | Resultado |
| ---- | ---------------------- | ----------------------------------- | ---------------------- | --------- |
| 1938 | Mejor canción original | «They Can't Take That Away From Me» | Ritmo loco             | Nominado  |
| 1945 | Mejor canción original | «Long Ago (and Far Away)»           | Las modelos            | Nominado  |
| 1955 | Mejor canción original | «The Man That Got Away»             | Ha nacido una estrella | Nominado  |